# Plicanthus hirtellus
Plicanthus hirtellus là một loài rêu trong họ Anastrophyllaceae. Loài này được F. Weber R.M. Schust. mô tả khoa học đầu tiên năm 2002.